# 20483 Синай
20483 Синай (20483 Sinay) — астероїд головного поясу, відкритий 14 липня 1999 року.
Тіссеранів параметр щодо Юпітера — 3,553.